# Partido Tapalqué
Tapalqué ist ein Partido im Süden der Provinz Buenos Aires in Argentinien. Laut einer Schätzung von 2019 hat der Partido 10.022 Einwohner auf 4.172 km². Der Verwaltungssitz ist die Ortschaft Tapalqué.

## Orte
Tapalqué ist in drei Ortschaften und Städte, sogenannte Localidades, unterteilt.
- Tapalqué
- Crotto
- Velloso